# Сельцо (сельское поселение Константиновское)
Сельцо́ — деревня в Раменском муниципальном районе Московской области. Входит в состав сельского поселения Константиновское. Население — 7 чел. (2010).

## Название
В 1577 году упоминалась как деревня Сельцо, в материалах генерального межевания XVIII века — Сельцы, впоследствии снова Сельцо. Название связано с термином сельцо, значение которого менялось со временем, так в XIV—XV вв. это «небольшое поселение, маленькая делянка земли», в XVI—XVII вв. — «поселение с господской усадьбой, центр поместья».

## География
Деревня Сельцо расположена в западной части Раменского района, примерно в 16 км к юго-западу от города Раменское. Высота над уровнем моря 128 м. По восточной окраине деревни протекает река Нищенка. В деревне имеются 2 улицы — Дачная и Приозёрная, а также проезд Дачный. Ближайшие населённые пункты — деревни Ширяево и Кочина Гора.

## История
В 1926 году деревня являлась центром Селецкого сельсовета Салтыковской волости Бронницкого уезда Московской губернии.
С 1929 года — населённый пункт в составе Бронницкого района Коломенского округа Московской области. 3 июня 1959 года Бронницкий район был упразднён, деревня передана в Люберецкий район. С 1960 года в составе Раменского района.
До муниципальной реформы 2006 года деревня входила в состав Константиновского сельского округа Раменского района.

## Население
| 1926 | 2002 | 2010 |
| ---- | ---- | ---- |
| 232  | ↘7   | →7   |

В 1926 году в деревне проживало 232 человека (98 мужчин, 134 женщины), насчитывалось 59 хозяйств, из которых 57 было крестьянских. По переписи 2002 года — 7 человек (4 мужчины, 3 женщины).